# Harris-Ammer
Die Harris-Ammer (Zonotrichia querula) ist eine monotypische Singvogelart aus der Familie der Neuweltammern. Sie kommt nur im Norden Nordamerikas vor. Sie ist die größte Art unter den nearktischen Zonotrichia-Arten. Die IUCN stuft sie als  (=least concern – nicht gefährdet) ein.

## Erscheinungsbild
Die Harris-Ammer erreicht eine Körpergröße von 16 bis 19 Zentimetern. Die Flügelspannweite beträgt 23 bis 26 Zentimeter. Das Gewicht variiert zwischen 35 und 45 Gramm.
Adulte Harris-Ammern haben eine schwarze Gesichtsmaske, die sich von der Kehle über das Gesicht bis zum Oberkopf erstreckt und auch über das Auge verläuft. Bei einigen Individuen verläuft ein dunkler Augenstreif vom Auge halbmondförmig zum Nacken, so dass sie den graubraunen Ohrfleck umrahmen. Bei den meisten Individuen ist dieser Streifen jedoch nicht vorhanden oder kaum zu erkennen. Der übrige Kopf ist grau, der Nacken ist braun. Der Schnabel ist rosa, die Iris ist braun. Ein dünnes schwarzes Halsband trennt den Kopf von der weißen Körperunterseite. Ein unscharf abgesetzter schwarzer Latz reicht über das Halsband bis auf die Vorderbrust. Der Rumpf ist graubraun, der Mantel ist braun mit einer dunklen braunen Strichelung. Die Füße und Beine sind blass rosabraun.
Nichtbrütende Vögel behalten die schwarze Gesichtsmaske, der Rest des Kopfes ist aber blass kastanienfarben. Jungvögel haben einen einfachen braunen Kopf. Die Stirn und die Oberscheitel sind dunkel gestrichelt, die Kehle ist weiß mit einer schwarzen Strichelung. Die Körperunterseite ist weiß oder blass rötlichbraun mit kleinen braunen Flecken.

## Verbreitungsgebiet
Die Harris-Ammer brütet in einem Gebiet, das vom Delta des Mackenzie Rivers bis in den Südwesten der Hudson Bay reicht. Als Lebensraum bevorzugt die Harris-Ammer Waldränder, sie wird aber häufig auch weiter nördlich in der Tundra in dicht bewachsenen Flusstälern beobachtet.
Sie ist ein Zugvogel, der im Süden der Vereinigten Staaten überwintert.

## Lebensweise
Die Harris-Ammer ist ein Allesfresser. Zu ihrem Nahrungsspektrum gehören Früchte und Samen, die Nadeln von Nadelbäumen und Arthropoden. Im Winterhalbjahr bildet sie häufig große Schwärme. In der Fortpflanzungszeit verteidigen die Männchen dagegen ein Brutrevier. Harris-Ammern gehen nach jetzigem Wissensstand eine monogame Saisonehe ein.
Harris-Ammern sind Bodenbrüter, das Nest ist nicht mehr als eine flach gescharrte Mulde, die mit etwas Moos und Flechten ausgelegt wird. Das Gelege besteht aus drei bis vier Eiern. Diese haben eine blasse bis dunkle grüne Farbe und weisen braune Flecken auf. Die Brutzeit beträgt zwölf bis 14 Tage. Es brütet allein der weibliche Elternvogel. Die Nestlinge sind nach acht bis zehn Tagen flügge.

## Belege

### Einzelbelege
1. ↑  Sale, S. 323.
2. ↑  Sale, S. 324.
3. ↑  Sale, S. 324.